# Luís Mendonça
Pour les articles homonymes, voir Mendonça.
Luís Carlos Ribeiro Nunes Mendonça, né le 16 janvier 1986, est un coureur cycliste portugais. Il est membre de l'équipe Glassdrive-Q8-Anicolor.

## Biographie

### Débuts et carrière amateur
Luís Mendonça participe à ses premières compétitions cyclistes à l'âge de dix-sept ans au sein de l'ASC Vila do Conde. Au moment de quitter les rangs espoirs (moins de 23 ans), il choisit de délaisser le vélo pour se consacrer aux études et à l'obtention d'un diplôme de physiothérapeute,. Il occupe par la suite la profession de barman, puis devient mannequin.
Alors âgé de 28 ans, il décide de reprendre le vélo en 2014, au sein de la petite équipe galicienne Concello do Porriño. La saison suivante, il se distingue dans les courses amateurs espagnoles et portugaises en obtenant une victoire et une vingtaine de tops 10, principalement au sprint. 
En 2016, il revient au Portugal au sein de la formation Sicasal-Constantinos SA-Udo. Tout comme l'année précédente, il se montre régulier en obtenant de nombreuses places d'honneur dans des courses du calendrier national, ou sur le Grand Prix Liberty Seguros et le Tour de l'Alentejo (UCI 2.2). Il rejoint ensuite l'équipe continentale professionnelle brésilienne Funvic Soul Cycles-Carrefour à la fin du mois de juillet, en tant que stagiaire. Engagé sur son premier Tour du Portugal, il se distingue en réalisant trois tops 10 au sprint. Au terme de cette saison, il finit deuxième au classement final de la Coupe du Portugal.

### Carrière professionnelle
Il passe finalement professionnel en 2017 au sein de l'équipe continentale Louletano-Hospital de Loulé, à près de 31 ans. En février, il participe notamment au Tour de l'Alentejo, où il réalise deux tops 10,. Il termine ensuite onzième du Tour de la Rioja. Au mois de juin, il subit une agression à l'entraînement de la part d'automobiliste, qui lui assène un coup de poutre. Victime d'une fracture à un bras, il est contraint de déclarer forfait pour le Tour du Portugal.
En 2018, il s'illustre en remportant le Tour de l'Alentejo, sa première victoire finale sur une course par étapes,. En 2019, il est deuxième  du Tour de l'Alentejo et de la Classica Aldeias do Xisto. Fin mai, il est suspendu à titre préventif en raison d'un contrôle antidopage positif. Il a utilisé de la Bétaméthasone, pour traiter une blessure au genou gauche, dont il a été victime en avril. Comme l'utilisation de ce médicament avait été déclaré pour un usage à des fins thérapeutiques, il n'est finalement pas suspendu.

## Palmarès et résultats

### Palmarès par année
- 2015
  - Circuit de Curia
  - 3e du Trophée Iberdrola
- 2016
  - 3e du Grand Prix Abimota
  - 3e du Grand Prix de Mortágua
- 2017
  - 2e du Circuit de Malveira
- 2018
  - Classement général du Tour de l'Alentejo
  - 2e du Grand Prix Abimota
  - 2e du Grand Prix de Mortágua
  - 2e du Circuito de São Bernardo
  - 3e de la Prova de Abertura
- 2019
  - Troféu O Jogo :
    - Classement général
    - 1re étape

  - 2e du Tour de l'Alentejo
  - 2e de la Classica Aldeias do Xisto
  - 2e du Circuit de Malveira
  - 2e de la Volta a Albergaria
  - 3e de la Prova de Abertura
- 2020
  - 1re étape du Grand Prix International de Torres Vedras-Trophée Joaquim Agostinho
  - 3e de la Prova de Abertura
  - 3e du Grand Prix International de Torres Vedras-Trophée Joaquim Agostinho
- 2021
  - Prova de Abertura
  - 2e du Grande Prémio O Jogo
- 2022
  - 2e étape du Grande Prémio O Jogo
  - Clássica Ribeiro da Silva :
    - Classement général
    - 2e étape

  - Grand Prix Abimota  :
    - Classement général
    - 1re étape

  - 1re étape du Grande Prémio Jornal de Notícias
  - 2e du Grande Prémio O Jogo
  - 3e de la Classica da Arrábida
  - 3e de la Volta a Albergaria
- 2023
  - Grande Prémio Anicolor :
    - Classement général
    - 2e étape

  - Grande Prémio Douro Internacional : 
    - Classement général
    - 1re et 2e étapes

  - 3e de la Clássica Viana do Castelo

### Classements mondiaux
| Année                                 | 2017  | 2018 | 2019  | 2020 | 2021  | 2022  | 2023  | 2024  |
| ------------------------------------- | ----- | ---- | ----- | ---- | ----- | ----- | ----- | ----- |
| Classement mondial                    | 1851e | 494e | 1051e | 824e | 2718e | 1455e | 2652e | 2376e |
| UCI Europe Tour                       | 1179e | 284e | 752e  | 659e | 1774e | 991e  | nc    | nc    |
|                                       |       |      |       |      |       |       |       |       |
| Légende : nc = non classéSource : UCI |       |      |       |      |       |       |       |       |